# Germantown (Maryland)
Germantown è un CDP degli Stati Uniti d'America nella contea di Montgomery, nello Stato del Maryland.